# Giant Steps (album de John Coltrane)
 (juin 2018).
Si vous disposez d'ouvrages ou d'articles de référence ou si vous connaissez des sites web de qualité traitant du thème abordé ici, merci de compléter l'article en donnant les références utiles à sa vérifiabilité et en les liant à la section « Notes et références ».
Pour les articles homonymes, voir Giant Steps.
Albums de John Coltrane
Soultrane
(1958) Coltrane Jazz
(1961)
Giant Steps est le cinquième album studio du saxophoniste de jazz John Coltrane, publié en février 1960 chez Atlantic Records.

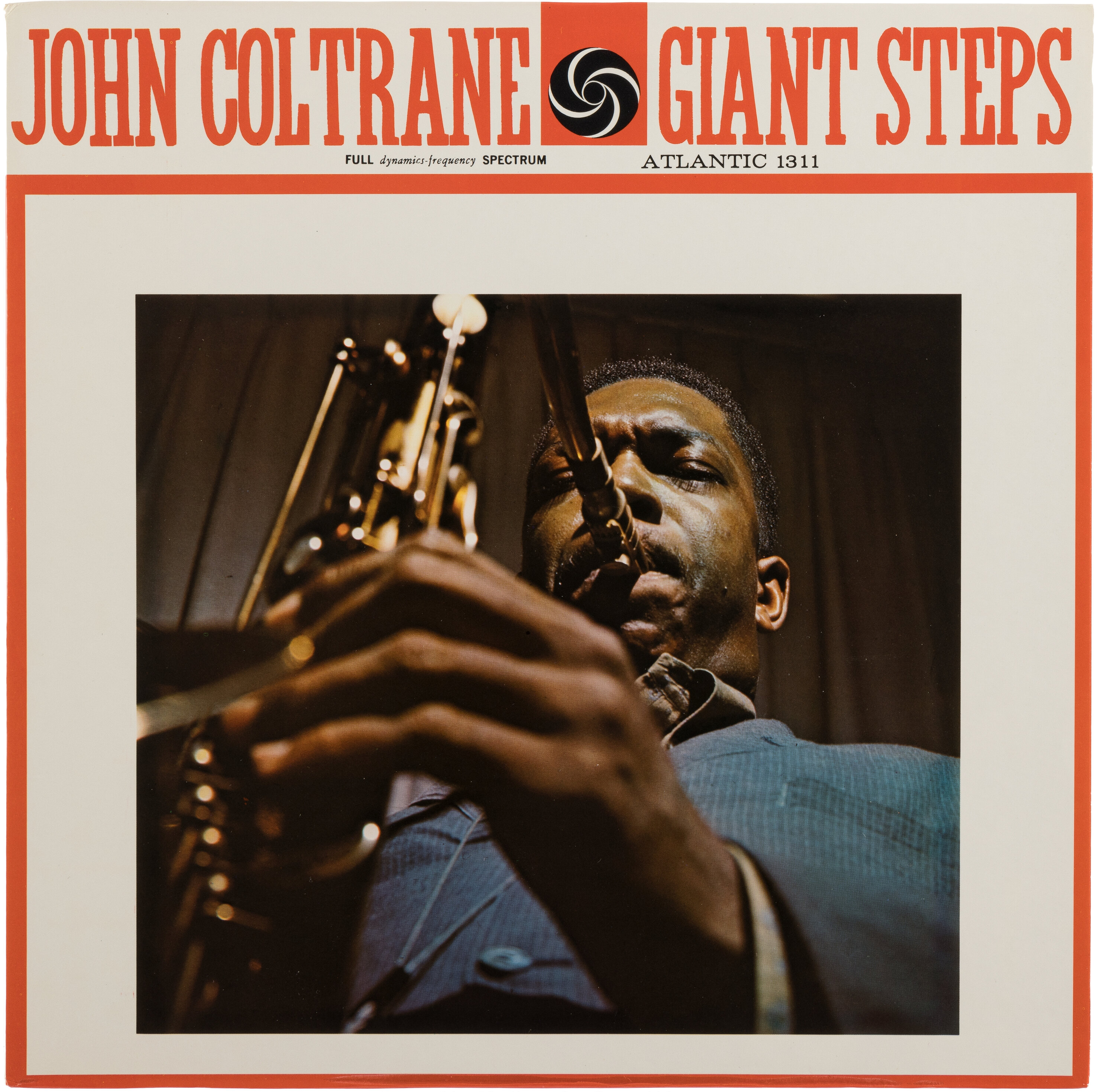
Giant Steps (album de John Coltrane)

Il reçoit le Grammy Hall of Fame Award en 2001.
En 2003, l'album est classé au 102e rang par Rolling Stone magazine parmi les 500 meilleurs albums de tous les temps.
Il fait partie des 50 enregistrements intégrés en 2004 par la Bibliothèque du Congrès au Registre national des enregistrements.
En 2018, il atteint le statut de disque d'or, après s'être vendu à 500 000 exemplaires.

## Historique
L'album est enregistré peu de temps après Kind of Blue de Miles Davis. En l'espace de quelques semaines, John Coltrane marque de son empreinte l'histoire du jazz à deux reprises, mais avec des albums radicalement opposés. Si Kind of Blue ouvre les portes du jazz modal (c'est-à-dire libère l'improvisateur de la grille d'accords), Giant Steps « tue » le bebop en le portant à un degré de complexité jusqu'alors inégalé, en particulier pour les titres Giant Steps ou Countdown. Giant Steps est le premier album de Coltrane publié en tant que leader pour Atlantic. Cela a son importance car Nesuhi Ertegün donne à Coltrane des moyens qu'il n'avait pas lors de ses sessions pour Prestige : le groupe peut se permettre d'enregistrer plusieurs prises, ce qui s'avère indispensable en raison de la complexité d'une partie du matériel. Giant Steps est alors l'album le plus personnel de John. Non seulement il signe les sept compositions, mais leurs titres sont assez personnels pour que la cousine de John, Mary, puisse parler d'album de famille.
Si Giant Steps n'est pas l'album le plus accompli de John Coltrane[réf. nécessaire], il n'en demeure pas moins que la richesse de ses compositions fera école : peu d'albums comptent autant de titres devenus de véritables standards (Naima, Giant Steps, Cousin Mary, Countdown et Mr. P.C. ).
Giant Steps est un album unique dans l'histoire du jazz. D'une part parce que Coltrane ne poussera pas plus loin l'expérience, sentant sans doute que le genre trouverait rapidement ses limites. D'autre part parce que, malgré ses défauts[C'est-à-dire ?], l'album n'en reste pas moins fascinant : Coltrane présente dès lors des qualités de compositeur et d'interprète hors du commun.
Le public parisien siffle Coltrane à l'Olympia alors qu'un journaliste du New York Daily News écrit : « L'avenir sort de son instrument. »

## À propos de la musique
Giant Steps

« Nous étions voisins, il habitait juste au coin de ma rue. Il est venu et m'a joué ça [une semaine ou deux auparavant]. Je n'avais besoin d'aucune partition. J'ai dit : « Très bien. Pas de soucis avec ça ! » Je ne savais pas que j'aurais à jouer là-dessus et quel tempo il avait en tête ! Non pas que ce soit injouable, mais il fallait être davantage préparé que pour jouer le blues ou je ne sais quoi d'autre. »

— Tommy Flanagan à propos de Giant Steps. John Coltrane - Sa vie, sa musique, Lewis Porter.
Excellent pianiste, Tommy Flanagan n'a jamais caché qu'il aurait préféré que la session la plus célèbre de sa carrière ne soit pas celle de Giant Steps. En effet, seul Coltrane avait alors véritablement sauté les pas de géant de ce qui allaient devenir ses fameux Coltrane Changes, et il ne semble pas toujours évoluer dans la même galaxie que ses sidemen. La pratique du Thesaurus of Scales and Melodic Patterns de Nicolas Slonimsky a inspiré Coltrane dans sa quête, proposant des grilles d'accords sur lesquels improviser, ce qui, surtout à ce tempo-là, peut sembler impossible. Les modulations sont telles qu'elles exigent un niveau de concentration exceptionnel doublé d'une technique irréprochable.
Voici la grille des 8 premières mesures :
| Bmaj7 D7 | Gmaj7 B♭7 | E♭maj7 | Am9 D7 | Gmaj7 B♭7 | E♭maj7 F♯7 | Bmaj7 | Fm9 B♭7 |

« Je crains parfois que ce que je fais sonne simplement comme des exercices académiques, et je m'efforce d'obtenir quelque chose de toujours plus séduisant. »

— John Coltrane, notes de pochettes de l'album.
Pour autant, et aussi incroyable que cela puisse paraitre, le morceau ne sombre ni dans l'étude, ni dans la virtuosité gratuite. C'est justement le débit hallucinant du discours qui rend la composition fascinante, parce que véritablement habitée... tant que c'est Coltrane qui est aux commandes.
Cousin Mary
Cousin Mary revient à un style plus académique. Coltrane extrapole les 12 mesures du blues avec une grille d'accords originale, mais dont le feeling reste bluesy. La composition est dédiée à sa cousine, dont il fut très proche lors de ses premières années.
Countdown
Ici, Coltrane pousse plus loin encore ce qu'il a amorcé avec Giant Steps. Le saxophoniste est dans un premier temps seul en duo avec Art Taylor, Tommy Flanagan ne rentre qu'en cours de morceau, se contentant de placer les accords alors que Paul Chambers ne se lance dans une walking bass qu'en fin de plage.
Flanagan précisera par la suite que Coltrane voulait au départ intégrer une dernière composition intitulée Sweet Sioux, constituant la dernière partie d'une trilogie. Trop complexe, l'enregistrement de celle-ci ne fut pas satisfaisante. Celui-ci disparaitra malheureusement par la suite dans un incendie, restant à jamais inédit.
Spiral
C'est une composition originale brillante, dont les climats évoluent selon les passages. La structure présente une alternance entre une descente d'accords chromatique sur une pédale en ré, avec un autre passage en walking plus classique. Ce titre rend justice à Tommy Flanagan dont l'improvisation est ici de premier plan.
Syeeda's Song Flute
Ce morceau, dont le titre renvoie à la belle-fille de Coltrane, ouvre la seconde face. C'est une composition dont le balancement rythmique, presque sautillant, sert à merveille un thème presque enfantin. Coltrane se montre là encore brillant compositeur. L'improvisation reprend un peu les choses où le titre précédent les avait laissées. Pourtant plus relâché que sur les première et troisième plages, le jeu de Coltrane n'en est pas moins dense, traversé d'une énergie de tous les instants. Tommy Flanagan et Paul Chambers profitent du tempo moins rapide de la composition pour développer leur solo respectif.
Naima
De tous les thèmes écrits pour Giant Steps, Naima est peut-être le plus émouvant de tous. Cette composition, qui porte le prénom de la première femme de John, est sans nul doute l'une de ses plus célèbres, et l'une de ses plus belles. Il continuera de jouer ce thème même lorsque Alice intègrera le groupe (Live at the Village Vanguard Again!). Coltrane, qui retrouve sur ce titre ses partenaires du groupe de Miles Davis, ne tombe jamais dans le sentimentalisme dans son interprétation. Naima fera l'objet de nombreuses reprises dans les années à venir : Archie Shepp reprendra la composition sur Four for Trane (1964), Pharoah Sanders sur Crescent With Love, sur Africa ainsi que New York Unit, McCoy Tyner sur Plays John Coltrane, David Murray sur Octet Plays Trane (où figure également une version de Giant Steps) ou David Liebman sur Joy.
Mr. P.C.
L'album se termine avec ce blues en mineur au tempo très rapide dédié à Paul Chambers, bassiste que Coltrane tenait en haute estime. Coltrane joue ici des phrases très rapides avec un son sans vibrato dans un style hard bop dont il ne cessera de s'éloigner dans les mois à venir. L'improvisation de Coltrane est un modèle du genre : il commence son solo sur les chapeaux de roue mais réussit néanmoins à ne jamais faire retomber l'intensité. Le solo de Flanagan, dans un contexte harmonique normal[C'est-à-dire ?], montre que ce dernier savait faire mouche sur un tempo élevé. Avec les années, Mr. P.C. est devenu un standard parmi les musiciens de jazz.

## Titres
Face 1
Toute la musique est composée par John Coltrane.
| No | Titre       | Durée |
| -- | ----------- | ----- |
| 1. | Giant Steps | 4:44  |
| 2. | Cousin Mary | 5:46  |
| 3. | Countdown   | 2:22  |
| 4. | Spiral      | 5:57  |

Face 2
| No | Titre               | Durée |
| -- | ------------------- | ----- |
| 5. | Syeeda's Song Flute | 7:01  |
| 6. | Naima               | 4:22  |
| 7. | Mr. P.C.            | 6:57  |

## Prises alternatives sorties en 1974 (Atlantic)
Toute la musique est composée par John Coltrane.
| No  | Titre               | Durée |
| --- | ------------------- | ----- |
| 8.  | Giant Steps         | 3:40  |
| 9.  | Naima               | 4:27  |
| 10. | Cousin Mary         | 5:54  |
| 11. | Countdown           | 4:33  |
| 12. | Syeeda's Song Flute | 7:02  |

## Musiciens
- 1er avril 1959 (Prises alternatives de Giants Step et de Naima) :
  - John Coltrane : Saxophone
  - Cedar Walton : piano
  - Paul Chambers : Contrebasse
  - Lex Humphries : Batterie
- 4 mai 1959 (Countdown & Spiral) et 5 mai 1959 (Giant Steps, Cousin Mary, Syeeda's Song Flute & Mr. P.C.) :
  - John Coltrane : Saxophone ténor
  - Tommy Flanagan : Piano
  - Paul Chambers : Contrebasse
  - Art Taylor : Batterie
- Même personnel pour les prises alternatives de Countdown (4 mai 1959), Cousin Mary, et Syeeda's Song Flute (5 mai 1959).
- 2 décembre 1959 (Naima) :
  - John Coltrane : Saxophone ténor
  - Wynton Kelly : Piano
  - Paul Chambers : Contrebasse
  - Jimmy Cobb : Batterie

## Certification
| Pays              | Certification | Date             | Unités certifiées |
| ----------------- | ------------- | ---------------- | ----------------- |
| États-Unis (RIAA) | Or            | 7 septembre 2018 | 500 000           |